# EVI2B
EVI2B (англ. Ecotropic viral integration site 2B) – білок, який кодується однойменним геном, розташованим у людей на короткому плечі 17-ї хромосоми. Довжина поліпептидного ланцюга білка становить 448 амінокислот, а молекулярна маса — 48 666.
| 10         |  | 20         |  | 30         |  | 40         |  | 50         |
| ---------- |  | ---------- |  | ---------- |  | ---------- |  | ---------- |
| MDPKYFILIL |  | FCGHLNNTFF |  | SKTETITTEK |  | QSQPTLFTSS |  | MSQVLANSQN |
| TTGNPLGQPT |  | QFSDTFSGQS |  | ISPAKVTAGQ |  | PTPAVYTSSE |  | KPEAHTSAGQ |
| PLAYNTKQPT |  | PIANTSSQQA |  | VFTSARQLPS |  | ARTSTTQPPK |  | SFVYTFTQQS |
| SSVQIPSRKQ |  | ITVHNPSTQP |  | TSTVKNSPRS |  | TPGFILDTTS |  | NKQTPQKNNY |
| NSIAAILIGV |  | LLTSMLVAII |  | IIVLWKCLRK |  | PVLNDQNWAG |  | RSPFADGETP |
| DICMDNIREN |  | EISTKRTSII |  | SLTPWKPSKS |  | TLLADDLEIK |  | LFESSENIED |
| SNNPKTEKIK |  | DQVNGTSEDS |  | ADGSTVGTAV |  | SSSDDADLPP |  | PPPLLDLEGQ |
| ESNQSDKPTM |  | TIVSPLPNDS |  | TSLPPSLDCL |  | NQDCGDHKSE |  | IIQSFPPLDS |
| LNLPLPPVDF |  | MKNQEDSNLE |  | IQCQEFSIPP |  | NSDQDLNESL |  | PPPPAELL   |

A: Аланін

C: Цистеїн

D: Аспарагінова кислота

E: Глутамінова кислота

F: Фенілаланін

G: Гліцин

H: Гістидин

I: Ізолейцин

K: Лізин

L: Лейцин

M: Метіонін

N: Аспарагін

P: Пролін

Q: Глутамін

R: Аргінін

S: Серин

T: Треонін

V: Валін

W: Триптофан

Кодований геном білок за функцією належить до фосфопротеїнів. 
Задіяний у такому біологічному процесі, як альтернативний сплайсинг. 
Локалізований у мембрані.